# Palisadula
Palisadula là một chi rêu trong họ Sematophyllaceae.